# Château d'Orval
Le château d'Orval est situé en Wallonie à Villers-devant-Orval (une section de la commune de Florenville en province belge de Luxembourg. Il s'agit d'un château de style médiéval dont la construction date des années 1960 à la demande du baron d'Otreppe.